# Gilbert Dutoit
Gilbert Dutoit (Losanna, 11 settembre 1925 – 5 febbraio 2019) è stato un calciatore e allenatore di calcio svizzero, di ruolo difensore.

## Carriera

### Club
Ha sempre giocato nel campionato svizzero.

### Nazionale
Ha collezionato 10 presenze con la nazionale svizzera.

## Palmarès

### Giocatore

#### Competizioni nazionali
- Campionato svizzero: 1

Servette: 1949-1950
- Coppa Svizzera: 1

Servette: 1948-1949